# 江藤源九郎

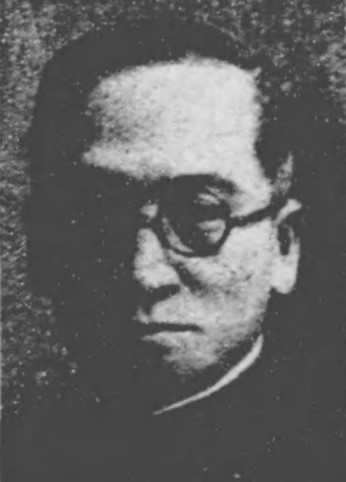
江藤源九郎

江藤 源九郎（えとう げんくろう、1879年（明治12年）2月25日 - 1957年（昭和32年）5月3日）は、日本の陸軍軍人、政治家。最終階級は陸軍少将。衆議院議員。

## 経歴
東京府神田区で江藤源作（江藤新平の弟）、はま夫妻の二男として生まれる。その後、父の転勤で奈良に移転。奈良県尋常中学校（現奈良県立郡山高等学校）を経て、1899年11月21日、陸軍士官学校（11期）を卒業。1900年6月22日、陸軍歩兵少尉に任官し、歩兵第38連隊付となる。1904年3月から1905年1月まで日露戦争に出征した。
以後、参謀本部副官、関東都督副官、台湾歩兵第1連隊大隊長、八代連隊区司令官、新発田連隊区司令官、歩兵第53連隊長、歩兵第38連隊長などを歴任。1927年7月26日、陸軍少将に進み第6師団司令部付となり、同年12月15日、予備役に編入された。
1932年2月、第18回衆議院議員総選挙で奈良県選挙区から出馬して当選し、その後、第21回総選挙まで連続4回の当選を果たした。
1935年、貴族院で美濃部達吉の天皇機関説が問題になると、衆議院で最初に美濃部攻撃を行い、美濃部を不敬罪で告発。憲法研究会を結成して機関説攻撃で活躍した。
1937年、戦時思想戦同盟を結成し、同年7月、赤松克麿らと日本革新党を結成し党総務委員長に就任。1939年、同党が平沼内閣に反対を表明しながら、江藤が同内閣拓務参与官に就任したことから党内で批判が噴出し、総務委員長を辞任。1942年の第21回総選挙（翼賛選挙）では非推薦であったが当選。1947年（昭和22年）11月28日、公職追放仮指定を受けた。
その他、帝国傷痍軍人会会長、大日本傷痍軍人会顧問を務めた。

## 著作
- 『西園寺・牧野両重臣に与ふ』政治批判社、1933年。
- 『危機将に迫る! : 岡田内閣の正体を見よ!』政治批判社、1934年。
- 『台湾地方自治制即行反対論』政治批判社、1934年。
- 『戦時思想戦の実際 : 社大党の本質を論じ尾崎氏の思想に及ぶ』江藤源九郎、1938年。

## 親族
- 伯父 江藤新平（父・源作の兄）[2]